# Evan Olson
Evan Olson (Bothell, 26 de julho de 1997) é um remador estadunidense.

## Carreira
Olson fez sua estreia internacional pelos Estados Unidos no Campeonato Mundial de Remo Sub-23 de 2017, onde terminou em terceiro no quatro com timoneiro. Ele então competiu no Campeonato Mundial de Remo de 2023 e terminou em quinto lugar no par sem timoneiro.
Nos Jogos Olímpicos de Verão de 2024, em Paris, conquistou a medalha de bronze na competição do oito com masculino ao lado de Henry Hollingsworth, Nicholas Rusher, Christian Tabash, Clark Dean, Christopher Carlson, Peter Chatain, Pieter Quinton e Rielly Milne, com um tempo de 5:25.28.